# (17185) Mcdavid
(17185) Mcdavid est un astéroïde de la ceinture principale.

## Description
(17185) Mcdavid est un astéroïde de la ceinture principale. Il fut découvert le 14 novembre 1999 à Fountain Hills (Arizona) par Charles W. Juels. Il présente une orbite caractérisée par un demi-grand axe de 2,56 UA, une excentricité de 0,14 et une inclinaison de 11,0° par rapport à l'écliptique.

## Compléments